# Hotel Europa w Bobrujsku
Hotel Europa w Bobrujsku – hotel znajdujący się w Bobrujsku na rogu ulic Skobelowskiej i Poligonnej, zniszczony w czasie II wojny światowej, przed 1914 najbardziej elegancki hotel w mieście. 
W budynku, który znajdował się na rogu ulic Poligonowej i Skobelowskiej, mieścił się również hotel „Berezyna” i główny urząd pocztowy Bobrujska. Do I wojny światowej „Europa” uchodziła za najbardziej luksusowy hotel w mieście. Po 1917 obiekt został przejęty przez państwo, a w czasie II wojny światowej zniszczony i nieodbudowany do dziś. 